# Połoski (gromada)
Połoski – dawna gromada, czyli najmniejsza jednostka podziału terytorialnego Polskiej Rzeczypospolitej Ludowej w latach 1954–1972.
Gromady, z gromadzkimi radami narodowymi (GRN) jako organami władzy najniższego stopnia na wsi, funkcjonowały od reformy reorganizującej administrację wiejską przeprowadzonej jesienią 1954 do momentu ich zniesienia z dniem 1 stycznia 1973, tym samym wypierając organizację gminną w latach 1954–1972.
Gromadę Połoski z siedzibą GRN w Połoskach utworzono – jako jedną z 8759 gromad na obszarze Polski – w powiecie bialskim w woj. lubelskim na mocy uchwały nr 5 WRN w Lublinie z dnia 5 października 1954. W skład jednostki weszły obszary dotychczasowych gromad Połoski, Trojanów i Zahorów ze zniesionej gminy Piszczac w tymże powiecie. Dla gromady ustalono 14 członków gromadzkiej rady narodowej.
1 stycznia 1960 do gromady Połoski włączono wieś Choroszczynka ze zniesionej gromady Dąbrowica Duża w tymże powiecie.
1 stycznia 1962 gromadę zniesiono, włączając jej obszar do gromad Piszczac (wsie Połoski, Trojanów i Zahorów) i Tuczna (wieś Choroszczynka) w tymże powiecie.